# Cosmos 1402
Cosmos 1402 (en russe : Космос 1402) était un satellite-espion soviétique lancé le 30 août 1982. Le satellite dysfonctionna et rentra dans l'atmosphère le 23 janvier 1983. Il était équipé d'un réacteur nucléaire qui rentra dans l’atmosphère quelques jours plus tard, le 7 février 1983.
Il s'agissait d'un satellite de surveillance RORSAT qui utilisait un radar pour surveiller les navires de l'OTAN. La source d’énergie du satellite était un réacteur nucléaire à fission BES-5 contenant environ 50 kg d'uranium enrichi. Le satellite fonctionnait en orbite terrestre basse et le réacteur était conçu pour s’éjecter sur une orbite de rebut plus haute à la fin de la mission ou en cas d’incident. Ce mécanisme d'éjection avait été mis en place dans les satellites RORSAT après l'accident provoqué par le satellite Cosmos 954, qui avait dispersé cinq ans auparavant des débris radioactifs au dessus des Territoires du Nord-Ouest canadien.
Ainsi, ce système devait permettre d'éjecter le réacteur en cas de panne ou à la fin de la vie du satellite, afin de placer le cœur radioactif à environ 1 000 km, où le combustible resterait pendant 500 ans .

## Accident
Le 28 décembre 1982, le système d'éjection de Cosmos 1402 ne réussit pas à propulser le réacteur sur une orbite plus haute ; le satellite se scinda en trois parties qui dérivèrent : le réacteur avec son propulseur, la partie instrumentation avec le deuxième étage du lanceur et l'antenne radar.
L'explosion d'un cœur du réacteur dans l'atmosphère et la chute près d'une zone peuplée de fragments radioactifs aurait causé un risque de contamination important sur une zone étendue,. Les ingénieurs soviétiques avaient pour cette raison repensé le réacteur de manière qu'il brûle complètement dans l'atmosphère et que rien n'atteigne le sol. Mais cette modification n'avait pas été vérifiée par d'autres pays à l'époque,.
L'incertitude du lieu et du moment de la rentrée atmosphérique, ainsi que les risques de contamination radioactive poussèrent de nombreux pays (les États-Unis, le Canada, l'Australie, Oman, les Emirats Arabes Unis, l'Allemagne de l'Ouest, la France et la Suède entre autres) à placer des équipes d'intervention d'urgence en état d'alerte. Des avions militaires, des navires et du personnel furent mobilisés par anticipation.
L’antenne fut la première partie du satellite à rentrer, elle brûla dans l’atmosphère le 30 décembre 1982.
La partie centrale du satellite rentra dans l'atmosphère le 23 janvier 1983, au sud de Diego Garcia dans l'océan Indien (25° S, 84° E). Aucun débris ne fut récupéré, mais on pense que le satellite s'est désintégré puis est tombé dans la mer. Le satellite était visible au-dessus du Royaume-Uni pendant une minute la nuit précédant l'impact.
La partie réacteur et le cœur continuèrent à orbiter deux semaines de plus, puis ils rentrèrent dans l'atmosphère le 7 février 1983 au dessus de l'océan Atlantique Sud, près de l'Île de l'Ascension (19° S, 22° O). On pense que le réacteur s'est complètement consumé et que les particules se sont dispersés dans l'atmosphère à des niveaux de radioactivité sans danger.

## Conséquences
Les RORSAT suivants furent équipés d’un mécanisme d’éjection de secours supplémentaire (lorsque le mécanisme d’éjection principal échoua sur le Cosmos 1900 en 1988, ce système permit de placer le cœur du réacteur sur une orbite de rebut sûre).
Cet accident interrompit pendant un an et demi les lancements de nouveaux satellites de la série US-A.
Du strontium radioactif provenant du satellite fut détecté dans des échantillons d'eau de pluie à Fayetteville dans l'Arkansas, dans les mois qui suivirent l'incident. Une autre enquête détermina que 44 kg d'uranium furent dispersés dans la stratosphère après l'incident.
Un vaste débat fut déclenché sur la technologie nucléaire dans l’espace, autour du droit spatial, des assurances et responsabilités, de la militarisation de l'espace, de la sûreté et de la sécurité nucléaire.